# Coitus interruptus
Coitus interruptus (ook wel voor het zingen de kerk uit gaan) is een manier van anticonceptie waarbij de man gedurende de geslachtsgemeenschap zijn penis uit de vagina haalt juist voor zijn orgasme zodat de ejaculatie buiten de vagina plaatsvindt.
Deze techniek is minder betrouwbaar als anticonceptiemiddel dan methodes als de anticonceptiepil of de sympto-thermale methode. Als de methode gecombineerd wordt met periodieke onthouding wordt een gelijkwaardige betrouwbaarheid bereikt als met de pil. De kans op zwangerschap na een jaar bij vrouwen ligt bij een optimaal en nauwkeurig gebruik op 4%. De kans op zwangerschap binnen een jaar ligt in de dagelijkse praktijk door onzorgvuldige toepassing hoger, namelijk tussen de 6% en 38%. Hoewel de methode redelijk betrouwbaar is, kan het voorkomen dat door de opwinding de zaadlozing toch voor of in de vagina plaatsvindt. Ook kan sperma na afloop door vingers in de vagina terechtkomen.
De methode wordt bij echtparen vaak toegepast. 22% van de echtparen in Spanje, 36% in Italië, 60% in Bulgarije past uitsluitend deze methode toe als anticonceptie.
Coitus interruptus wordt weleens verward met coitus reservatus.